# Vena (Film)
Vena ist ein deutscher Diplom- und Spielfilm der Drehbuchautorin und Regisseurin Chiara Fleischhacker. Die Premiere fand am 1. Oktober 2024 auf dem Filmfest Hamburg statt. Vena wurde dreifach für den deutschen Filmpreis nominiert.

## Handlung
Jenny ist von ihrem Freund ungeplant schwanger. Eigentlich wünscht sie sich eine eigene Familie, doch in ihrer Beziehung entflieht sie alltäglichen Hürden immer wieder mit Crystal Meth. Als das Jugendamt von Jennys Schwangerschaft erfährt, muss sie sich Unterstützung bei einer Familienhebamme holen. Da ihr erster Sohn Lucas bereits bei ihrer Mutter Renate aufwächst, hat sie Angst, auch das Sorgerecht für ihr zweites Kind zu verlieren. Das Kennenlernen mit Hebamme Marla ist daher von Skepsis geprägt, doch mit der Zeit entwickelt sich eine ungewöhnliche Verbindung zwischen ihnen, die Jenny Perspektive und Selbstsicherheit gibt. Als sich langsam alles zum Guten zu wenden scheint, holt Jennys Vergangenheit sie wieder ein.

## Hintergrund
Vena ist eine Produktion der Neue Bioskop Film in Ko-Produktion mit der Filmakademie Baden-Württemberg, dem SWR (Debüt im Dritten) und dem HR. Gedreht wurde von September 2022 bis Frühjahr 2023 in Erfurt, Ludwigsburg und Umgebung. Vena ist der Diplomfilm von Autorin und Regisseurin Chiara Fleischhacker. Für ihr Drehbuch wurde sie bereits mit dem Thomas Strittmatter Drehbuchpreis 2022 und dem Caligari Förderpreis 2021 ausgezeichnet. Vena kam am 28. November 2024 im Verleih von Weltkino Filmverleih in die deutschen Kinos.

## Kritiken und Auszeichnungen
Auf dem Filmfest Hamburg, auf dem am 1. Oktober 2024 auch die Weltpremiere des Films aufgeführt wurde, konnten die Produzenten von Vena den Preis in der Kategorie „Deutsche Kinoproduktionen“ gewinnen. Von der Jury wurde dabei „das beeindruckende Debüt der Nachwuchsregisseurin Chiara Fleischhacker, der ein großer Wurf gelungen ist“, gelobt. In den Augen der Jury ist Vena „eine präzise Milieustudie, die mit einer gewaltigen Kraft in Bild, Ton und Musik ihr Publikum mitreißt. Der Film blickt dorthin, wo es in unserer Gesellschaft schmerzt, und entfaltet dabei eine emotionale Intensität, die lange nachhallt.“
Nahezu zeitgleich fand in Berlin die Verleihung der First Steps Awards statt. Vena wurde dabei als „bester abendfüllender Spielfilm“ ausgezeichnet, Kamerafrau Lisa Jilg erhielt zudem den Michael-Ballhaus-Preis. Im Filmdienst lobt Michael Ranze: „Das packende Drama beschreibt zunächst sehr realistisch den Alltag der Hauptfigur, um dann ihre allmähliche Wandlung hin zu mehr Verantwortung gegenüber dem ungeborenen Leben nachzuzeichnen. […] Bemerkenswert ist auch die intensive Körperlichkeit und großer emotionale Wucht der Hauptdarstellerin.“
Nach zwei First Steps Awards hat Chiara Fleischhackers Regiedebüt auch bei den Ahrenshooper Filmnächten zwei Auszeichnungen erhalten. Die Jury sagt über den Gewinnerfilm: „Es gibt diese Momente im Kino, bei denen es einem förmlich den Atem verschlägt – Momente, in denen Bilder, Dialoge und schauspielerisches Talent so kunstvoll ineinandergreifen, dass man als Zuschauer nicht nur Teil einer Geschichte wird, sondern tatsächlich Zeuge eines Kunstwerks…“